# Senat (Mexiko)
Der Mexikanische Senat (spanisch: Senado de la República oder auch nur Senado) ist eine der beiden Kammern des Kongresses der Union von Mexiko. Die andere Kammer ist das Abgeordnetenhaus. Der Aufbau und die Aufgaben der beiden Kammern des Kongresses sind in den  Artikeln 50 bis 70 der mexikanischen Verfassung von 1917 festgelegt. Der Senat besteht aus 128 Senatoren, welche für maximal zwei sechsjährige Legislaturperioden gewählt werden können. Die meisten Senatoren vertreten direkt einen Bundesstaat.

## Zusammensetzung
Nach einer Reihe von Reformen in den 1990er Jahren setzt sich der Senat aus 128 Senatoren zusammen:
- Zwei für jeden der 31 Staaten und den Hauptstadtdistrikt Mexiko-Stadt, die nach dem Prinzip der relativen Mehrheit (d. h. an die Partei, die die höchste Stimmenzahl im Bundesstaat oder in Mexiko-Stadt erhalten hat).
- Einer für jeden der 31 Bundesstaaten und den Hauptstadtdistrikt Mexiko-Stadt, der nach dem Prinzip der stärksten Minderheit vergeben wird (d. h. an die Partei, die die zweithöchste Stimmenzahl im Bundesstaat oder in Mexiko-Stadt erhalten hat).
- 32 Senatoren auf nationaler Ebene, die auf die Parteien im Verhältnis zu ihrem Anteil an den nationalen Stimmen aufgeteilt werden.

## Geschichte
Die Zweikammer-Legislative, einschließlich des Senats, wurde am 4. Oktober 1824 eingerichtet. Der Senat wurde am 7. September 1857 abgeschafft und am 13. November 1874 wiederhergestellt. Unter dem Regime von Porfirio Diaz oder dem Porfiriat wurden viele Sitze an regimetreue Eliten und reiche Persönlichkeiten vergeben.

## Funktion
Zu den wichtigsten Aufgaben des Senats gehört es, die Vorschläge des Präsidenten zu bestätigen oder abzulehnen, die Folgendes betreffen:
- Oberster Gerichtshof des Landes
- Generalstaatsanwälte des Landes
- Leiter der autonomen Organe
- Diplomatische Vertreter (Botschafter und Konsuln)
- Internationale Abkommen